# Nanchangupproret
Nanchangupproret (kinesiska: 南昌起义?, pinyin: Nánchāng Qǐyì) var ett misslyckat uppror som Kinas kommunistiska parti och vänsterflygeln inom Kuomintang inledde mot högern i Kuomintang den 1 augusti 1927. Detta var den första väpnade konfrontationen mellan kommunisterna och nationalisterna (Kuomintang) och den 1 augusti räknas officiellt som den dag då Folkets befrielsearmé grundades.
Bakgrunden till upproret var sammanbrottet för enhetsfronten mellan kommunisterna och nationalisterna i slutskedet på Nordfälttåget 1927, då generalissimus Chiang Kai-shek inledde en blodig utrensning av vänstersympatisörer och kommunister inom Kuomintang.
Uppmuntrade av Komintern i Moskva, grundade vänsterelement inom Kuomintang en revolutionär kommitté vars syfte var att inta Nanchang, provinshuvudstaden i Jiangxi, för att därifrån leda en bonderevolt mot Chiang och den Nationella revolutionära armén. Deng Yanda, Soong Ching-ling och Zhang Fakui tillhörde ledarna för kommittén.
Den 1 augusti 1927 ockuperades Nanchang av kommunistiska styrkor ledda av Zhou Enlai, He Long, Ye Ting, Zhu De och Liu Bocheng och höll staden ett par dagar, men den 5 december tvingade den Nationella revolutionära armén de kommunistiska styrkorna att lämna Nanchang och ta sin tillflykt till Jinggangbergen i västra Jiangxi.